# Gullvor
Gullvor är ett nybildat kvinnonamn av de fornnordiska namnlederna gull, ursprungligen gud och vor som troligen betyder försiktig. Det äldsta belägget i Sverige är från år 1908.
Den 31 december 2014 fanns det totalt 88 kvinnor folkbokförda i Sverige med namnet Gullvor, varav 44 bar det som tilltalsnamn.
Namnsdag: saknas (1986–1992: 24 november)